# Scandinavia, Wisconsin
Scandinavia là một làng thuộc quận Waupaca, tiểu bang Wisconsin, Hoa Kỳ. Năm 2006, dân số của làng này là 349 người.